# Мермер
Мермер (др.-греч. Μέρμερος «невыносимый») — персонаж древнегреческой мифологии. Его называют также Макареем.
Сын Ясона и Медеи, согласно позднейшей версии, в детстве убит Медеей вместе со своим братом Феретом. Медея убила их и похоронила в священной роще Геры.
По другой версии, Медея оставила детей молящими о защите у алтаря Геры Акрайи («Вершинная»; герайон, Лутраки-Перачора недалеко от Коринфа), но коринфяне оторвали их от алтаря и убили. Они были побиты камнями коринфянами из-за даров, которые они принесли Главке.
Согласно «Навпактике», Медея и Ясон уехали на Коркиру, где Мермера разорвала львица.